# Persuctobelba divisa
Persuctobelba divisa är en kvalsterart som beskrevs av Sandór Mahunka 2000. Persuctobelba divisa ingår i släktet Persuctobelba och familjen Suctobelbidae. Inga underarter finns listade i Catalogue of Life.